# Monex集團
Monex集團（日语：マネックスグループ株式会社）是一家總部設在日本東京都港區的銀行控股公司。Monex集團由松本大和索尼共同出資創建的Monex證券和日興ビーンズ證券經營統合設立。2024年1月4日，Monex集團和NTT docomo展開資本合作。

## 外部連結
- マネックスグループ株式会社 （页面存档备份，存于）